# إجراء بويستو
إجراء بويستو ويُسمى المفاغرة البنكرياسية اللفائفية الوحشية هي تقنيةٌ جراحية تستخدم في علاج التهاب البنكرياس المزمن. وهو ينطوي على مفاغرة الجانب بالجانب لقناة البنكرياس والصائم.

## الإجراء
يتضمن الإجراء إحداث شقٍ طوليٍ على طول البنكرياس بينما تُفتح قناة البنكرياس الرئيسية بشكل طولي من رأس العضو إلى ذيله. ثم يتم توصيل القناة والبنكرياس بحلقة من الأمعاء الدقيقة (مفاغرة بنكرياسية لفائفية)، والتي يتم ربطها بقناة البنكرياس المكشوفة للسماح بتصريفها. عند استخدامه في المكان المناسب، يمكن أن يتحسن الألم الناتج عن التهاب البنكرياس المزمن. تتمثل إحدى مزايا هذا الإجراء مقارنة بإجراء فراي في الحفاظ على أنسجة البنكرياس، والتي قد تكون ذات أهمية حاسمة في المرضى الذين يعانون من قصور في الغدة خارجية الإفراز أو الغدة الصماء بسبب التهاب البنكرياس المزمن.

## التسمية
سميَّ هذا الإجراء نسبةً إلى الجراح الأمريكي تشارلز بويستو (1902-1973).